# 格林威治大學 (諾福克島)
格林威治大學（英語：Greenwich University）是一所遙距教育學院，被視為是文憑工廠。學院在1972年成立，設於美國密蘇里，當時名爲International Institute for Advanced Studies，1990年至2003年，以另一家公司名義在美國夏威夷開業，而美國從未認可該學院及其頒授學術資歷。1998年，因當時的澳洲自治領政府毋須受聯邦之教育條例規管即可自行認可頒授學術資格，院校遷移至澳洲諾福克島授業。儘管學院在諾福克島合法成立並獲當地承認資格，惟從未獲澳洲聯邦承認。2000年，諾福克島院校被澳洲《雪梨晨鋒報》抨擊爲文憑工廠引發爭議。2002年，澳洲聯邦政府立法堵塞相關法律漏洞，該校再次倒閉。雖澳洲聯邦政府已堵塞相關漏洞，惟經過多番嘗試，已終止適用的1998年法案仍刊憲於諾福克島憲報至今。

## 知名校友
- 葛珮帆－香港立法會議員（新界東）、前沙田區區議員、民建聯黨員、網際網路專業協會創辦人及會長、思博策略投資創辦人及行政總裁，於2012年代表民建聯出選立法會選舉新界東選區，葛珮帆在選舉廣告中自稱是該校的管理學哲學博士[5]，及擁有該校的工商管理碩士及學士學位，更在選舉的自我介紹中自稱為「葛珮帆博士」（Dr. Elizabeth Quat）[6]。
- 李界木 — 龍潭購地案涉案者，曾任中華民國國科會竹科園區管理局局長、環保署政務副署長[7]。